# Erlend Loe
Erlend Loe (ur. 24 maja 1969 w Trondheim) – norweski pisarz i scenarzysta.
Zadebiutował w 1993 powieścią Tatt av kvinnen o rozterkach uczuciowych młodego Norwega. Powieść została entuzjastycznie przyjęta przez krytyków i czytelników. Rok później napisał książkę dla dzieci Kurt i ryba (Fisken), której bohaterem jest kierowca wózka widłowego Kurt.
Inne powieści Erlenda Loe to Naiwny. Super (Naiv.Super 1996), L (1999), Fakta om Finland (2001), Doppler (2004).
Napisał scenariusze do kilku filmów fabularnych, m.in. nagrodzonego nagrodą FIPRESCI Białego szaleństwa (2009). 
Laureat wielu nagród literackich. Jego książki zalicza się często do nurtu tzw. naiwizmu. Loe opisuje swoich bohaterów z ironią, ale życzliwie. 
Mieszka i pracuje w Oslo.